# Edward Warchoł (duchowny)
Edward Warchoł (ur. 9 września 1935 w Zdżarach, zm. 19 lutego 2025) – polski duchowny katolicki, profesor nauk humanistycznych, nauczyciel akademicki Uniwersytetu Kardynała Stefana Wyszyńskiego w Warszawie i Uniwersytetu Warmińsko-Mazurskiego w Olsztynie, specjalista w zakresie socjologii religii i historii Kościoła.

## Życiorys
W 1992 na podstawie dorobku naukowego oraz monografii pt. Polski Narodowy Kościół Katolicki w okresie II Rzeczypospolitej uzyskał na Wydziale Nauk Historycznych i Społecznych Akademii Teologii Katolickiej w Warszawie stopień doktora habilitowanego nauk humanistycznych w dyscyplinie historia w specjalności historia. W 2004 prezydent RP Aleksander Kwaśniewski nadał mu tytuł profesora nauk humanistycznych.
Został nauczycielem akademickim Wydziału Teologicznego Uniwersytetu Kardynała Stefana Wyszyńskiego oraz Wydziału Teologii Uniwersytetu Warmińsko-Mazurskiego w Olsztynie

## Wybrane publikacje
- Podobieństwa i różnice między Starokatolickim Kościołem Mariawitów i Polskim Narodowym Kościołem Katolickim od ich powstania do końca okresu międzywojennego (2012)
- Permanentne godzenie duszpasterskiej pracy parafialnej z pracą naukową (2012)
- Duchowieństwo jako podmiot duszpasterstwa w Polskim Narodowym Kościele Katolickim (1921-1939) (2011)
- Arcybiskup Jan Maria Michał Kowalski a instytucja papiestwa i hierarchia rzymskokatolicka : przyczynek do biografii Arcybiskupa Mariawitów (2011)
- Historia Starokatolickiego Kościoła Mariawitów historią "Królestwa Bożego na ziemi" (2011)
- Polski Narodowy Kościół Katolicki w Polsce (1922-1952) (2011)
- Prawie wszystko o tak zwanych małżeństwach "mistycznych" w Starokatolickim Kościele Mariawitów (2010)
- Ważniejsze dokumenty na temat mariawitów i mariawityzmu. T. 1, (1893-1902) (oprac., 2009)
- Ważniejsze dokumenty na temat mariawitów i mariawityzmu. T. 2, (1903-1906) (oprac., 2009)
- Archiwalia watykańskie na temat mariawitów i mariawityzmu (1903-1906) (oprac., 2009)
- Zachwyt i upojenie, rozczarowanie i bunt - przyczynek do historii mariawityzmu (2008)
- Wybrane zagadnienia z historii mariawityzmu (2007)
- Reakcja biskupa Jerzego Szembeka na formowanie się ideologii religijnej i kształtowanie struktury organizacyjnej mariawityzmu (2006)
- Proces wydzielania się Związku Mariawitów Nieustającej Adoracji Ubłagania z doktrynalnych i organizacyjnych ram kościoła rzymskokatolickiego (2006)
- Kontrowersyjna rola arcybiskupa Jana Marii Michała Kowalskiego w Starokatolickim Kościele Mariawitów (2006)
- Proces wydzielania się Związku Mariawitów Nieustającej Adoracji Ubłagania z doktrynalnych i organizacyjnych ram Kościoła rzymskokatolickiego (2003)
- Wymiana prywatnych listów między biskupami mariawickimi i rzymskokatolickimi podstawą dyskusji na temat ewentualnego zjednoczenia Starokatolickiego Kościoła Mariawitów z Kościołem Rzymskokatolickim (2003)
- Parafia jako podstawowa wspólnota w duszpasterskiej działalności Kościoła : wybrane zagadnienia : wybór tekstów (oprac., 1999)
- Społeczno-religijne uwarunkowania rozwoju Polskiego Narodowego Kościoła Katolickiego na terenie diecezji sandomierskiej : (1929-1951) (1998)
- Starokatolicki Kościół Mariawitów w okresie II Rzeczypospolitej (1997)[2]